# (20657) Alvarez-Candal
(20657) Alvarez-Candal est un astéroïde de la ceinture principale.

## Description
(20657) Alvarez-Candal est un astéroïde de la ceinture principale. Il fut découvert le 14 octobre 1999 à la station Anderson Mesa par le programme LONEOS. Il présente une orbite caractérisée par un demi-grand axe de 3,11 UA, une excentricité de 0,18 et une inclinaison de 15,0° par rapport à l'écliptique.

## Compléments